# Richard Griffiths
Richard Griffiths (ur. 31 lipca 1947 w Thornaby-on-Tees, zm. 28 marca 2013 w Coventry) – brytyjski aktor, znany m.in. z roli Vernona Dursleya w serii filmów o Harrym Potterze.
Od 1980 był żonaty z Heather Gibson. Para nie miała dzieci.
Aktor zmarł w szpitalu w Coventry podczas operacji serca.

## Wybrana filmografia
- 1980: Superman II jako terrorysta
- 1981: Rydwany ognia
- 1981: Ragtime jako asystent
- 1981: Kochanica Francuza jako sir Tom
- 1982: Szpital Brytania jako Bernie
- 1982: Gandhi jako Collins
- 1983: Park Gorkiego jako Anton
- 1984: Greystoke: Legenda Tarzana, władcy małp jako kapitan Billings
- 1984: Prywatne zajęcia jako Henry Allardyce, księgowy
- 1986: Niespodzianka z Szanghaju jako Willie Tuttle
- 1986: Withnail i ja jako wujek Monty
- 1987: Casanova jako kardynał
- 1991: Król Ralph jako Duncan Phipps
- 1991: Naga broń 2½: Kto obroni prezydenta? jako dr Albert S. Meinheimer/Earl Hacker
- 1992: Weneckie Qui Pro jako Maurice Horton
- 1994: Strażnik pierwszej damy jako Frederick
- 1995: Umrzeć ze śmiechu jako Jim Minty
- 1999: Jeździec bez głowy jako Philipse
- 2000: Vatel jako dr Bourdelot
- 2001: Harry Potter i Kamień Filozoficzny jako Vernon Dursley
- 2002: Harry Potter i Komnata Tajemnic jako Vernon Dursley
- 2004: Harry Potter i więzień Azkabanu jako Vernon Dursley
- 2004: Królowa sceny jako sir Charles Sedley
- 2005: Autostopem przez Galaktykę – Jeltz, kapitan Vogonów (głos)
- 2005: Słońce i miłość jako Tierrney
- 2006: Venus jako Donald
- 2006: Męska historia jako Hector
- 2007: Zaczarowane baletki jako wujek Matthew
- 2007: Harry Potter i Zakon Feniksa jako Vernon Dursley
- 2008: Opowieści na dobranoc jako Barry Nottingham
- 2010: Harry Potter i Insygnia Śmierci: Część I jako Vernon Dursley
- 2011: Piraci z Karaibów: Na nieznanych wodach jako król Jerzy II
- 2011: Hugo i jego wynalazek jako pan Frick